# Vivian Rumjanek
Vivian Mary Barral Dodd Rumjanek (Rio de Janeiro, 4 de junho de 1947) é uma cientista brasileira. Formada em Ciências Biológicas, pela Universidade do Estado da Guanabara (1969), dedicou-se à pesquisa na área de imunologia tumoral, ao longo de sua carreira. Realizou Mestrado (1973), Doutorado (1976) e Pós-doutorado (1978), na Universidade de Londres.
Em 1983, regressou ao Brasil e se integrou ao Centro de Pesquisa Básica do Instituto Nacional de Câncer (INCA). Em 1992, mudou-se para o Instituto de Biofísica Carlos Chagas Filho, da Universidade Federal do Rio de Janeiro (UFRJ), tornando-se professora titular do Instituto de Bioquímica Médica (IBqM), em 1998. Participou da criação do Programa de Oncobiologia da UFRJ, em 2000, junto de outros cientistas destacados, como Adalberto Vieyra e Marcos Moraes. Em 2022, recebeu o título de professora emérita da UFRJ.
É membro da Academia Brasileira de Ciências, da Sociedade Brasileira de Imunologia e da British Society for Immunology. Foi pesquisadora sênior do Conselho Nacional de Desenvolvimento Científico e Tecnológico (CNPq) e "Cientista do Nosso Estado", pela FAPERJ. Foi casada com o médico e pesquisador Leopoldo de Meis.

## Obra
- Rumjanek, V. M.; Rangel, D.; Correa, A. Uma breve história das vacinas. [S.l.] : Gr3, 2008.
- Capelli, J. C. S.; Cicco, N. N. T.; Barral, J.; Rumjanek, V. M. Educação de surdos no ensino superior. Rio de Janeiro: Editora UFRJ, 2019.